# Frederic Ernst Fesca
Frederic Ernst Fesca (Magdeburgo, 15 febbraio 1789 – 24 maggio 1826) è stato un violinista e compositore tedesco  di musica strumentale.

## Biografia
Suo padre, Johann Peter August Fesca, era giudice del mercato di Magdenburgo e attivo nel settore musicale della città e dedicava parte del suo tempo alla pratica del violoncello e del pianoforte. Sua madre era una cantante che aveva studiato con Johann Adam Hiller e Marianne Podleska; era stata una cantante professionista in giovane età.
Friedrich ricevette la sua prima educazione musicale a Magdenburgo e completò gli studi a Lipsia sotto A.E. Müller. Quando aveva solo quattro anni, sapeva già eseguire pezzi di media difficoltà al pianoforte e iniziava lo studio del violino. All'età di quindici anni suonò davanti al pubblico in diversi concerti per violino, accolti con applausi generali, e ottenendo il posto di primo violino designato della Leipzig Gewandhaus Orchestra. Occupò questa posizione fino al 1806, quando divenne primo violino del duca Pietro I di Oldenburgo. Nel 1808 venne nominato violinista solista da Re Gerolamo della Vestfalia al Teatro di Stato di Kassel, e lì rimase fino alla fine della occupazione francese (1814), quando si recò a Vienna, e subito dopo a Karlsruhe, essendo stato nominato primo violino dal granduca di Baden.
La sua salute cagionevole gli impedì di godere dei numerosi e meritati trionfi dovuti alla sua arte, e nel 1826 morì di tubercolosi all'età di trentasette anni.
Suo figlio Alexander fu anche un buon compositore.

## Opere
Come virtuoso, Fesca fu uno dei maggiori esponenti della scuola di violinismo tedesca, creata da Spohr e Joachim. Specialmente come leader di quartetto si dice non avesse rivali per la dignità classica e la semplicità di stile. Tra le sue composizioni, i suoi quartetti per strumenti ad arco e altri pezzi di musica da camera sono i più notevoli. Le sue tre sinfonie (No. 1 in Mi♭, Op. 6; No. 2 in Re, Op. 10; No. 3 in Re, Op. 13) assieme alla musica da camera si trovano elencati nel catalogo Augener dal 1861 Le sue due opere, Cantemira e Omar, ebbero scarso successo. Scrisse anche della musica sacra, alcune canzoni e musiche per quartetto vocale.